# Oskar Cohn

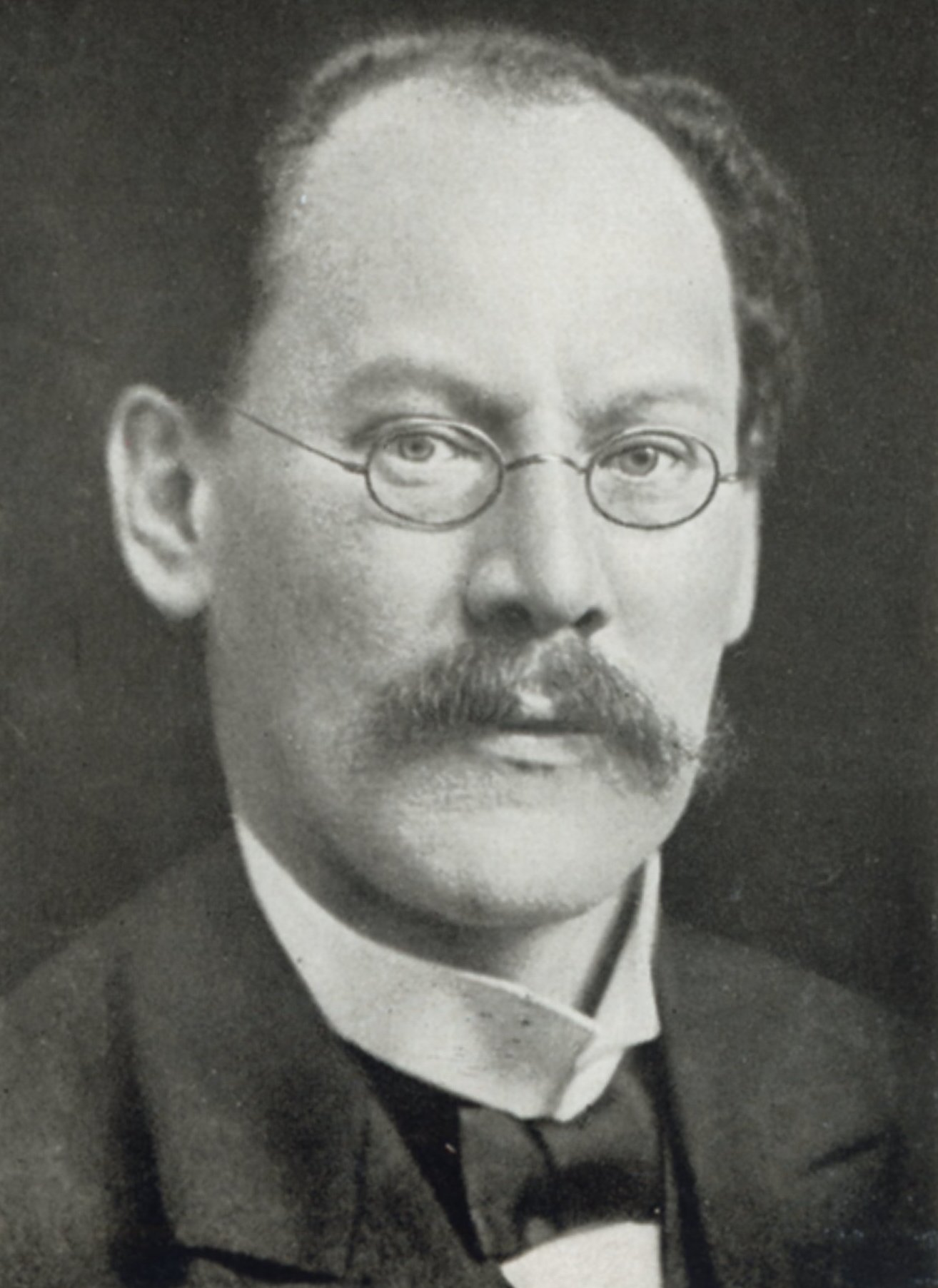
Oskar Cohn

Oskar Cohn (geboren am 15. Oktober 1869 in Guttentag, Kreis Lublinitz; gestorben am 31. Oktober 1934 in Genf) war ein deutscher Politiker (SPD, USPD).

## Leben und Beruf
Nach dem Abitur auf dem Gymnasium in Brieg 1887 studierte Cohn, der jüdischen Glaubens war, in Berlin, Greifswald und München Rechtswissenschaften. Er wurde 1892 zum Doktor der Rechte promoviert und war seit 1897 als Rechtsanwalt in Berlin niedergelassen. Seit 1899 arbeitete er in einer Kanzlei mit Karl Liebknecht und dessen Bruder Theodor Liebknecht. Ab 1909 war Cohn nebenamtlicher Dozent an der Berliner Arbeiter-Bildungsschule. Im Ersten Weltkrieg diente er von 1915 bis 1917 als Unteroffizier. Cohn war seit Mitte der zwanziger Jahre überzeugter Zionist und setzte sich für die Schaffung eines jüdischen Staates auf sozialistischer Grundlage in Palästina ein. In der Repräsentantenversammlung der Berliner Jüdischen Gemeinde und in der Vertretungskörperschaft der Juden in Preußen vertrat er ab 1926 Poale Zion, eine linkszionistische Organisation. Nach der Machtübernahme der Nationalsozialisten floh er 1933 nach Paris, um von dort nach Palästina auszuwandern. Bevor er jedoch ein Visum erhalten hatte, starb er im Oktober 1934 in Genf, wo er gerade an der Tagung des Jüdischen Weltkongresses teilnahm. Er wurde in Degania am See Genezareth im ältesten Kibbuz des heutigen Israel beigesetzt.

## Partei
Ursprünglich gehörte Cohn der SPD an. Als sich infolge unterschiedlicher Auffassungen über die Haltung der SPD zum Ersten Weltkrieg die Sozialdemokratie spaltete, trat er der neu gegründeten USPD bei. Als sich die USPD-Mehrheit 1920 mit der KPD zur VKPD vereinigte, blieb er bei der Minderheit, die zunächst selbständig blieb, aber 1922 zur SPD zurückkehrte.

## Abgeordneter
Cohn war seit 1907 Stadtverordneter in Berlin. Von 1912 bis 1918 war er für den Wahlkreis Erfurt 1 (Nordhausen) Mitglied des Reichstages des Kaiserreiches. 1919/20 gehörte er der Weimarer Nationalversammlung an. In den Beratungen der Nationalversammlung forderte er, die Juden als nationale Minderheit in die Weimarer Reichsverfassung aufzunehmen. In der Zweiten Lesung der Weimarer Reichsverfassung am 2. Juli 1919 sprach er sich in der Nationalversammlung dafür aus, den deutschen Staat Deutsche Republik statt Deutsches Reich zu benennen, weil nur so der Bruch mit der überholten früheren Ordnung deutlich gemacht werden könne. Zudem werde das Wort „Reich“ im Französischen und Englischen mit „empire“ übersetzt, was einen fatalen Anklang an Imperialismus habe. Das Festhalten an der alten Bezeichnung müsse im Ausland geradezu den Eindruck erwecken, Deutschland habe immer noch ein imperialistisches Machtstreben. Außerdem forderte er die Bildung eines Einheits- statt eines Bundesstaates. Ein einheitliches Staatsgebilde ohne eigenständige Gliedstaaten könne viel effizienter arbeiten, außerdem seien die Gliedstaaten nur ein Relikt der alten monarchistischen Zeit.
Aufgrund seiner Herkunft aus dem östlichen Schlesien verstand er sich im Reichstag und der Nationalversammlung stets vor allem als Vertreter und Fürsprecher des Ostjudentums. Zu einem Eklat kam es im Parlamentarischen Untersuchungsausschuss für die Schuldfrage des Weltkrieges des ersten Reichstages, als der DNVP-Politiker Karl Helfferich sich mehrfach unter Hinweis auf Cohns Judentum weigerte, dessen Fragen zu beantworten.
Cohen hielt am 25. Oktober 1918 die letzte Rede im Reichstag des Kaiserreichs. Darin forderte er offen, die Herrschaft der Hohenzollern zu beseitigen und Deutschland in eine sozialistische Republik umzuwandeln.
Von 1919 bis 1924 war Cohn außerdem Landtagsabgeordneter in Preußen.

## Öffentliche Ämter
Während der Herrschaft des Rates der Volksbeauftragten nach der Novemberrevolution war Cohn Unterstaatssekretär im Reichsjustizamt.